# Talib Schabib
Talib Schabib (arabisch طالب حسين الشبيب, DMG Ṭālib Ḥusayn aš-Šabīb; * 22. März 1934 in Hilla; † 12. Oktober 1997 in London) war ein irakischer Politiker. Er studierte Maschinenbau in Großbritannien.
Er wurde 1959 anstelle Fuad ar-Rikabis zum Vorsitzenden der Baath-Partei gewählt war 1963 am Sturz des Präsidenten Abd al-Karim Qasim beteiligt. Darauf wurde er Außenminister unter der neuen Regierung Ahmad Hasan al-Bakrs.
Nach dem Sturz der Baath-Regierung im Militärputsch vom 18. November 1963 musste er das Land verlassen. Nach einem erneuten Coup 1968 und der erneuten Machtübernahme durch al-Bakrs Baathisten wurden Schabib verschiedene Botschafterposten angeboten. 1976 legte er sein Amt als Botschafter in Deutschland nieder und floh wieder ins Exil wegen Streits um Saddam Husseins Politik. Sein restliches Leben verbrachte er im Exil, von wo aus er Kampagnen gegen Saddam Hussein und für einen demokratischen Irak führte.
| Personendaten    | Personendaten                     |
| ---------------- | --------------------------------- |
| NAME             | Schabib, Talib                    |
| KURZBESCHREIBUNG | irakischer Politiker und Diplomat |
| GEBURTSDATUM     | 22. März 1934                     |
| GEBURTSORT       | Hilla                             |
| STERBEDATUM      | 12. Oktober 1997                  |
| STERBEORT        | London                            |